# Partia Liberalna (Rumelia Wschodnia)
Partia Liberalna (bułg. Либерална партия), nazywana także Partią Państwową (bułg. Казионна партия) – partia polityczna sformowana po 1879 przez Bułgarów zamieszkujących Rumelię Wschodnią. Ugrupowanie powstało jako opozycja wobec Partii Narodowej i dążyło do przyłączenia Rumelii Wschodniej do Księstwa Bułgarii bez pomocy Rosji. W 1885 współpracujący z Partią Liberalną Centralny Tajny Bułgarski Komitet Rewolucyjny, na czele którego stał Zacharij Stojanow, doprowadził do zjednoczenia Bułgarii. Wkrótce potem liberałowie rozwiązali organizację i dołączyli do Partii Liberalnej działającej w Księstwie Bułgarii, a po rozłamie w tej ostatniej weszli w skład Partii Narodowo-Liberalnej Stefana Stambołowa.    

## Historia Partii Liberalnej
Przeprowadzone w 1879 pierwsze wybory do parlamentu Rumelii Wschodniej, nazywanego Zgromadzeniem Dzielnicowym (bułg. Областно събрание), przyniosły Bułgarom zdecydowane zwycięstwo – 31 mandatów wobec 5 mandatów mniejszości turecko-greckiej. Wkrótce po wyborach politycy bułgarscy opowiadający się za zjednoczeniem Rumelii z Księstwem Bułgarii podzielili się na dwa stronnictwa: umiarkowane o charakterze prorosyjskim, które utworzyło Partię Narodową oraz skrajne, przeciwstawiające się wpływom rosyjskim i dążące do zjednoczenia na drodze walki zbrojnej, które sformowało Partię Liberalną. Ważną rolę w budowie tej ostatniej odegrali Petko Karawełow i Petko Sławejkow, przybyli do Płowdiwu z Księstwa Bułgarii na początku lat 80. XIX wieku. W Zgromadzeniu Dzielnicowym pierwszej kadencji oba stronnictwa miały w przybliżeniu tę samą liczbę zwolenników. 
W 1883 odbyły się kolejne wybory do parlamentu. Poparcia przed nimi udzielił Partii Liberalnej generalny gubernator Rumelii Wschodniej, Aleksandyr Bogoridi, który również nie był zwolennikiem nadmiernych wpływów Rosji. Dzięki temu liberałowie zwyciężyli i zdobyli większość mandatów. Rok później, w kwietniu 1884, upłynęła pierwsza kadencja gubernatora. Partia Liberalna opowiedziała się za reelekcją Bogoridiego, jednak na skutek nacisków Rosji stanowisko to zajął popierany przez Partię Narodową Gawrił Krystewicz. Nowy gubernator jeszcze w tym samym roku rozpisał wybory parlamentarne, które przyniosły zwycięstwo narodowcom. Do takiego wyniku przyczyniła się przede wszystkim obietnica szybkiego zjednoczenia Rumelii z Księstwem Bułgarii, jaką działacze Partii Narodowej złożyli podczas kampanii przedwyborczej. W odróżnieniu od nich liberałowie opowiadali się za odłożeniem zjednoczenia do czasu wystąpienia sprzyjających mu okoliczności politycznych.
Wkrótce po wyborach okazało się, że Partia Narodowa nie zamierza zrealizować swojej obietnicy. Na tę decyzję, przyjętą bardzo negatywnie przez społeczeństwo, wpływ miała zmiana sytuacji politycznej w Rosji, która wycofała się z poparcia na rzecz zjednoczenia Bułgarii. Zmiana stanowiska narodowców doprowadziła do szybkiego wzrostu popularności Partii Liberalnej, w której zaczęto upatrywać głównej siły politycznej sprzyjającej procesowi zjednoczeniowemu.
W lutym 1885 w Płowdiwie utworzono  Centralny Tajny Bułgarski Komitet Rewolucyjny, na czele którego stanął uczestnik powstania kwietniowego, Zacharij Stojanow. Komitet nawiązał współpracę z Partią Liberalną, a także z oficerami wojska Rumelii Wschodniej oraz z księciem Aleksandrem Battenbergiem. 6 września 1885 spiskowcy zaaresztowali gubernatora Krystewicza i zdobyli Płowdiw, a dwa dni później Aleksander I ogłosił w Tyrnowie zjednoczenie Rumelii z Księstwem Bułgarii.
Wkrótce po zjednoczeniu Partia Liberalna stopniowo rozwiązała się. Jej działacze zaangażowali się w działalność partii politycznych Księstwa Bułgarii, głównie Partii Liberalnej, a następnie Partii Narodowo-Postępowej, na czele której stał Stefan Stambołow.

## Wybitni działacze Partii Liberalnej
- Georgi Benew (1843–1909) – powstaniec, polityk, członek rzeczywisty Bułgarskiego Towarzystwa Literackiego
- Iwan Sałabaszew (1853–1924) – minister oświaty, członek Sądu Najwyższego i Bułgarskiego Towarzystwa Literackiego, publicysta
- Georgi Stranski (1847–1904) – przewodniczący parlamentu Rumelii Wschodniej, minister finansów, działacz na rzecz zjednoczenia Bułgarii
- Stojan Czomakow (1819–1893) – działacz na rzecz niezależności Bułgarskiego Kościoła Prawosławnego, członek rzeczywisty Bułgarskiego Towarzystwa Literackiego

## Organy prasowe Partii Liberalnej
- gazeta Южна България (w tłum. Południowa Bułgaria)